# Aurelle-Verlac
Aurelle-Verlac – miejscowość i dawna gmina we Francji, w regionie Oksytania, w departamencie Aveyron. W dniu 1 stycznia 2016 roku z połączenia sześciu ówczesnych gmin – Aurelle-Verlac oraz Saint-Geniez-d’Olt – powstała nowa gmina Saint Geniez d’Olt et d’Aubrac. W 2013 roku populacja Aurelle-Verlac wynosiła 164 mieszkańców. 

## Zabytki
Zabytki w miejscowości posiadające status monument historique:
- kościół św. Piotra (fr. Église Saint-Pierre) w Aurelle
- kościół św. Jakuba (fr. Église Saint-Jacques) w Verlac